# Günter Benkö
Günter Benkö   (Oberwart, 12 de juliol de 1955)  és un àrbitre de futbol retirat d'Àustria, conegut sobretot per haver supervisat dos partits durant la Copa del Món de la FIFA de 1998 a França. També va dirigir dos partits al Campionat d'Europa de Futbol de la UEFA del 2000, celebrat a Bèlgica i els Països Baixos. Benkö va dirigir la final de la Recopa de la UEFA 1998-99, el 19 de maig de 1999 a Villa Park, Birmingham, entre el SS Lazio i el RCD Mallorca.